# Tour de Pologne 2014 – 3. etap
3. etap kolarskiego wyścigu Tour de Pologne 2014 odbył się 5 sierpnia. Start etapu miał miejsce na Rynku w Kielcach, zaś meta przy al. Łukasza Cieplińskiego w Rzeszowie. Etap liczył 174 kilometrów.

## Premie
Na 3. etapie były następujące premie:
| Rodzaj | Rodzaj            | Miejscowość       | Kilometry (od startu) | Kilometry (do mety) |
| ------ | ----------------- | ----------------- | --------------------- | ------------------- |
|        | Lotna             | Głogów Małopolski | 144,9 km              | 29,1 km             |
|        | Górska (III kat.) | Rzeszów           | 155,9 km              | 18,1 km             |

### Wyniki
| Lotna – Głogów Małopolski |                  |        |        |
| Miejsce                   | Zawodnik         | Zespół | Punkty |
| 1.                        | Björn Thurau     | EUC    | 3      |
| 2.                        | Salvatore Puccio | SKY    | 2      |
| 3.                        | Paweł Franczak   | POL    | 1      |

| Górska – Rzeszów |                |        |        |
| Miejsce          | Zawodnik       | Zespół | Punkty |
| 1.               | Mateusz Taciak | CCC    | 3      |
| 2.               | Paweł Franczak | POL    | 2      |
| 3.               | Björn Thurau   | EUC    | 1      |

## Wyniki etapu
| Miejsce | Zawodnik             | Państwo           | Zespół                  | Czas       | Bon.  | Pkt. |
| ------- | -------------------- | ----------------- | ----------------------- | ---------- | ----- | ---- |
| 1.      | Theo Bos             | Holandia          | Belkin Pro Cycling Team | 3h 39' 27" | –10 s | 20   |
| 2.      | Luka Mezgec          | Słowenia          | Team Giant-Shimano      | +0"        | –6 s  | 19   |
| 3.      | Michael Matthews     | Australia         | Orica GreenEdge         | +0"        | –4 s  | 18   |
| 4.      | Sacha Modolo         | Włochy            | Lampre-Merida           | +0"        | —     | 17   |
| 5.      | Thor Hushovd         | Norwegia          | BMC Racing Team         | +0"        | —     | 16   |
| 6.      | Tyler Farrar         | Stany Zjednoczone | Garmin-Sharp            | +0"        | —     | 15   |
| 7.      | Jauhienij Hutarowicz | Białoruś          | Ag2r-La Mondiale        | +0"        | —     | 14   |
| 8.      | Jonas Van Genechten  | Belgia            | Lotto-Belisol           | +0"        | —     | 13   |
| 9.      | Davide Appollonio    | Włochy            | Ag2r-La Mondiale        | +0"        | —     | 12   |
| 10.     | Roberto Ferrari      | Włochy            | Lampre-Merida           | +0"        | —     | 11   |
| 11.     | Grzegorz Stępniak    | Polska            | CCC Polsat Polkowice    | +0"        | —     | 10   |
| 12.     | Konrad Dąbkowski     | Polska            | Reprezentacja Polski    | +0"        | —     | 9    |
| 13.     | Sébastien Chavanel   | Francja           | FDJ.fr                  | +0"        | —     | 8    |
| 14.     | Arman Kamyszew       | Kazachstan        | Astana Pro Team         | +0"        | —     | 7    |
| 15.     | Boris Vallee         | Belgia            | Lotto-Belisol           | +0"        | —     | 6    |
| 16.     | Damiano Caruso       | Włochy            | Cannondale Pro Cycling  | +0"        | —     | 5    |
| 17.     | Ramon Sinkeldam      | Holandia          | Team Giant-Shimano      | +0"        | —     | 4    |
| 18.     | Georg Preidler       | Austria           | Team Giant-Shimano      | +0"        | —     | 3    |
| 19.     | Kamil Zieliński      | Polska            | Reprezentacja Polski    | +0"        | —     | 2    |
| 20.     | Johan Le Bon         | Francja           | FDJ.fr                  | +0"        | —     | 1    |
| 21.     | Fábio Silvestre      | Portugalia        | Trek Factory Racing     | +0"        | —     | —    |
| 22.     | Steele Von Hoff      | Australia         | Garmin-Sharp            | +0"        | —     | —    |
| 23.     | Fumiyuki Beppu       | Japonia           | Trek Factory Racing     | +0"        | —     | —    |
| 24.     | Fabio Felline        | Włochy            | Trek Factory Racing     | +0"        | —     | —    |
| 25.     | Marco Haller         | Austria           | Team Katusha            | +0"        | —     | —    |
| 26.     | Giampaolo Caruso     | Włochy            | Team Katusha            | +0"        | —     | —    |
| 27.     | Francesco Gavazzi    | Włochy            | Astana Pro Team         | +0"        | —     | —    |
| 28.     | Alexandre Geniez     | Francja           | FDJ.fr                  | +0"        | —     | —    |
| 29.     | Edvald Boasson Hagen | Norwegia          | Team Sky                | +0"        | —     | —    |
| 30.     | Nikias Arndt         | Niemcy            | Team Giant-Shimano      | +0"        | —     | —    |

## Klasyfikacje po 3. etapie

### Klasyfikacja generalna
| Miejsce | Zawodnik             | Państwo    | Zespół                               | Czas        |
| ------- | -------------------- | ---------- | ------------------------------------ | ----------- |
|         | Petr Vakoč           | Czechy     | Omega Pharma-Quick-Step Cycling Team | 14h 50' 55" |
| 2.      | Jauhienij Hutarowicz | Białoruś   | Ag2r-La Mondiale                     | +27"        |
| 3.      | Theo Bos             | Holandia   | Belkin Pro Cycling Team              | +27"        |
| 4.      | Roman Majkin         | Rosja      | Team RusVelo                         | +31"        |
| 5.      | Luka Mezgec          | Słowenia   | Team Giant-Shimano                   | +31"        |
| 6.      | Boris Vallée         | Belgia     | Lotto-Belisol                        | +33"        |
| 7.      | Manuele Mori         | Włochy     | Lampre-Merida                        | +33"        |
| 8.      | Maciej Paterski      | Polska     | CCC Polsat Polkowice                 | +35"        |
| 9.      | Matthias Krizek      | Austria    | Cannondale Pro Cycling               | +35"        |
| 10.     | Grzegorz Stępniak    | Polska     | CCC Polsat Polkowice                 | +37"        |
| 11.     | Marco Haller         | Austria    | Team Katusha                         | +37"        |
| 12.     | Ramon Sinkeldam      | Holandia   | Team Giant-Shimano                   | +37"        |
| 13.     | Enrico Gasparotto    | Włochy     | Astana Pro Team                      | +37"        |
| 14.     | Davide Formolo       | Włochy     | Cannondale Pro Cycling               | +37"        |
| 15.     | Damiano Caruso       | Włochy     | Cannondale Pro Cycling               | +37"        |
| 16.     | Nikolas Maes         | Belgia     | Omega Pharma-Quick-Step Cycling Team | +37"        |
| 17.     | Giampaolo Caruso     | Włochy     | Team Katusha                         | +37"        |
| 18.     | Dominik Nerz         | Niemcy     | BMC Racing Team                      | +37"        |
| 19.     | Georg Preidler       | Austria    | Team Giant-Shimano                   | +37"        |
| 20.     | Steve Morabito       | Szwajcaria | BMC Racing Team                      | +37"        |

### Klasyfikacja punktowa
| Miejsce | Zawodnik             | Państwo   | Zespół                               | Punkty  |
| ------- | -------------------- | --------- | ------------------------------------ | ------- |
|         | Jauhienij Hutarowicz | Białoruś  | Ag2r-La Mondiale                     | 50 pkt. |
| 2.      | Boris Vallée         | Belgia    | Lotto-Belisol                        | 38 pkt. |
| 3.      | Michael Matthews     | Australia | Orica GreenEdge                      | 37 pkt. |
| 4.      | Luka Mezgec          | Słowenia  | Team Giant-Shimano                   | 31 pkt. |
| 5.      | Marco Haller         | Austria   | Team Katusha                         | 30 pkt. |
| 6.      | Nikolas Maes         | Belgia    | Omega Pharma-Quick-Step Cycling Team | 30 pkt. |
| 7.      | Guillaume Boivin     | Kanada    | Cannondale Pro Cycling               | 30 pkt. |
| 8.      | Roman Majkin         | Rosja     | Team RusVelo                         | 29 pkt. |
| 9.      | Theo Bos             | Holandia  | Belkin Pro Cycling Team              | 27 pkt. |
| 10.     | Grzegorz Stępniak    | Polska    | CCC Polsat Polkowice                 | 27 pkt. |

### Klasyfikacja górska
| Miejsce | Zawodnik         | Państwo | Zespół                 | Punkty |
| ------- | ---------------- | ------- | ---------------------- | ------ |
|         | Maciej Paterski  | Polska  | CCC Polsat Polkowice   | 3 pkt. |
| 2.      | Mateusz Taciak   | Polska  | CCC Polsat Polkowice   | 3 pkt. |
| 3.      | Jimmy Engoulvent | Francja | Team Europcar          | 2 pkt. |
| 4.      | Paweł Franczak   | Polska  | Reprezentacja Polski   | 2 pkt. |
| 5.      | Matthias Krizek  | Austria | Cannondale Pro Cycling | 1 pkt. |
| 6.      | Björn Thurau     | Niemcy  | Team Europcar          | 1 pkt. |

### Klasyfikacja najaktywniejszych
| Miejsce | Zawodnik                | Państwo | Zespół                               | Punkty |
| ------- | ----------------------- | ------- | ------------------------------------ | ------ |
|         | Petr Vakoč              | Czechy  | Omega Pharma-Quick-Step Cycling Team | 6 pkt. |
| 2.      | Jimmy Engoulvent        | Francja | Team Europcar                        | 4 pkt. |
| 3.      | Kamil Gradek            | Polska  | Reprezentacja Polski                 | 4 pkt. |
| 4.      | Bartłomiej Matysiak     | Polska  | CCC Polsat Polkowice                 | 4 pkt. |
| 5.      | Björn Thurau            | Niemcy  | Team Europcar                        | 3 pkt. |
| 6.      | Maciej Paterski         | Polska  | CCC Polsat Polkowice                 | 2 pkt. |
| 7.      | Matthias Krizek         | Austria | Cannondale Pro Cycling               | 2 pkt. |
| 8.      | Salvatore Puccio        | Włochy  | Team Sky                             | 2 pkt. |
| 9.      | Przemysław Kasperkiewcz | Polska  | Reprezentacja Polski                 | 2 pkt. |
| 10.     | Paweł Franczak          | Polska  | Reprezentacja Polski                 | 1 pkt. |

### Klasyfikacja drużynowa
| Miejsce | Zespół                               | Państwo           | Czas        |
| ------- | ------------------------------------ | ----------------- | ----------- |
| 1.      | Omega Pharma-Quick-Step Cycling Team | Belgia            | 44h 34' 15" |
| 2.      | Team Giant-Shimano                   | Holandia          | +21"        |
| 3.      | Team RusVelo                         | Rosja             | +21"        |
| 4.      | Ag2r-La Mondiale                     | Francja           | +21"        |
| 5.      | Cannondale Pro Cycling               | Włochy            | +21"        |
| 6.      | Lampre-Merida                        | Włochy            | +21"        |
| 7.      | Lotto-Belisol                        | Belgia            | +21"        |
| 8.      | BMC Racing Team                      | Stany Zjednoczone | +21"        |
| 9.      | CCC Polsat Polkowice                 | Polska            | +21"        |
| 10.     | Tinkoff-Saxo                         | Rosja             | +21"        |